# Osby köping
Denna artikel handlar om den tidigare kommunen Osby köping. För orten se Osby, för dagens kommun, se Osby kommun.
Osby köping var en tidigare kommun i Kristianstads län. 

## Administrativ historik
Osby köping bildades 1937 genom en utbrytning ur Osby landskommun där 15 juli 1887 Osby municipalsamhälle inrättats. 1962 inkorporerades Osby landskommun i köpingen och 1971 ombildades köpingen till Osby kommun.
Köpingen hörde till Osby församling.

## Heraldiskt vapen

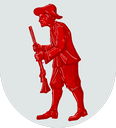
Osby köpingsvapen 1947–1963.

Blasonering: I fält av silver en grön palmkvist och ett rött gevär i kors
Det första vapnet för Osby fastställdes av Kungl. Maj:t 1947 och innehöll "en röd gående snapphane". 1963 lät man dock fastställa ett nytt vapen, det nuvarande. Geväret syftar dels på snapphanestriderna i området, dels på bössmidet i trakten. Palmkvisten är tagen från Östra Göinge häradsvapen (se även Östra Göinge kommun) och visar på de fredligare förhållanden som senare inträtt. Vapnet registrerades i PRV 1984.

## Geografi
Osby köping omfattade den 1 januari 1952 en areal av 6,94 km², varav 5,73 km² land.

### Tätorter i köpingen 1960
I Osby köping fanns del av tätorten Osbya, som hade 5 011 invånare i köpingen den 1 november 1960. Tätortsgraden i köpingen var då 100,0 procent.

## Politik

### Mandatfördelning i valen 1938-1966
| 8 | 7 | 10 |

| 22 |

| 10 | 7 | 8 |

| 23 |

| 10 | 8 | 7 |

| 24 |

| 12 | 7 | 6 |

| 24 |

| 12 |  | 5 | 7 |

| 22 |

| 11 | 2 | 4 | 8 |

| 20 | 5 |

|  | 15 | 7 | 5 | 7 |

| 31 |

| 13 | 2 | 2 | 7 | 5 |  | 5 |

| 31 |